# Sphaeropauropus martensi
Sphaeropauropus martensi är en mångfotingart som beskrevs av Ulf Scheller 2000. Sphaeropauropus martensi ingår i släktet Sphaeropauropus och familjen Sphaeropauropodidae. Inga underarter finns listade i Catalogue of Life.